# Mariana Brey
Mariana Elisa Brey (Quilmes, 26 de abril de 1978) es una  presentadora argentina. Actualmente es conductora de Indomables y panelista de A la Barbarossa y Duro de domar.

## Televisión
| Programas | Programas                                   | Programas       | Programas                    | Programas |
| Año       | Título                                      | Canal           | Notas                        |           |
| --------- | ------------------------------------------- | --------------- | ---------------------------- | --------- |
| 2000      | Campeones de la vida                        | eltrece         | Actriz invitada              |           |
| 2002-2003 | Siempre listos                              | eltrece         | Notera                       |           |
| 2003      | Tribulaciones                               | TVP             | Coconductora                 |           |
| 2005      | Crónicas picantes                           | América TV      | Panelista                    |           |
| 2007      | Estilo K                                    | TyC Sports      | Panelista                    |           |
| 2007      | Jamón del medio                             | TyC Sports      | Panelista                    |           |
| 2008-2009 | La noche del domingo: Campeonato de Bowling | elnueve         | Participante - Ganadora      |           |
| 2008-2017 | Bien de verano                              | Ciudad Magazine | Panelista / Conductora       |           |
| 2013      | Infama                                      | América TV      | Panelista                    |           |
| 2014-2017 | Este es el show                             | eltrece         | Panelista                    |           |
| 2013-2016 | El diario de Mariana                        | eltrece         | Panelista                    |           |
| 2017-2021 | Los ángeles de la mañana                    | eltrece         | Panelista                    |           |
| 2020      | Cantando 2020                               | eltrece         | Participante - 4.ª eliminada |           |
| 2022      | Bienvenidos a bordo                         | eltrece         | Participante                 |           |
| 2022–2024 | Socios del espectáculo                      | eltrece         | Panelista                    |           |
| 2022–2024 | Argenzuela                                  | C5N             | Panelista                    |           |
| 2024      | Duro de domar                               | C5N             | Panelista                    |           |
| 2025      | LAM                                         | América TV      | Panelista rotativa           |           |
| 2025      | Indomables                                  | C5N             | Conductora                   |           |
| 2025      | A la Barbarossa                             | Telefe          | Panelista                    |           |

## Radio
| Año       | Programa         | Emisora     | Rol        |
| --------- | ---------------- | ----------- | ---------- |
| 2021-2024 | Polino auténtico | Radio Mitre | Panelista  |
| 2025      | Brey bases       | Radio Neura | Conductora |